# Universidade Candido Mendes

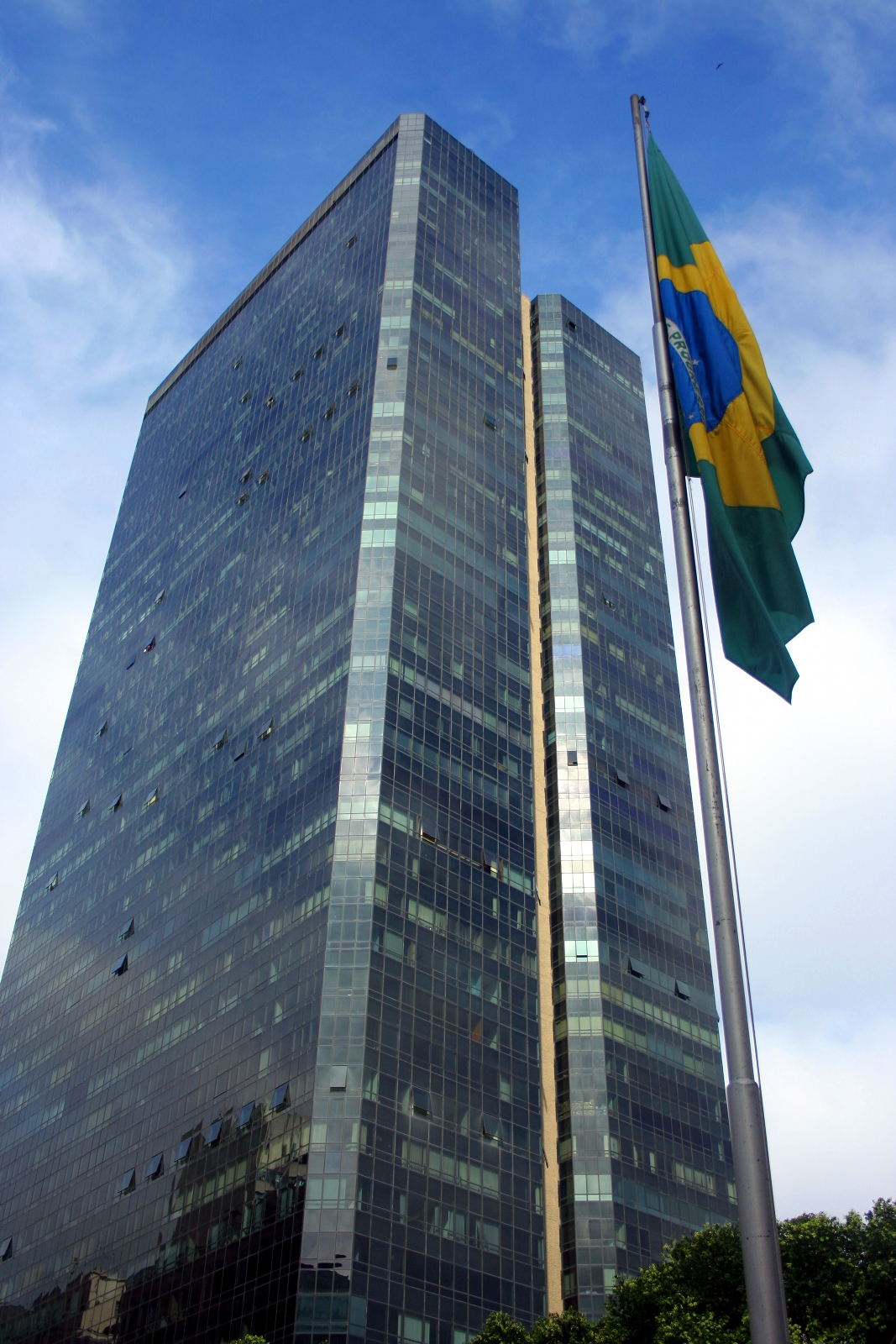
Edifício da Universidade Cândido Mendes no Rio de Janeiro.

A Universidade Candido Mendes (UCAM) é uma instituição privada de ensino superior do Brasil, com sede na cidade do Rio de Janeiro. Sua atual reitora é Andreya Candido Mendes de Almeida Navarro (professora com pós-doutorado em direitos humanos, psicanalista e bacharel em Direito). Distribuída por um total de 11 unidades com 21 cursos de graduação e outros nas modalidades sequencial, reúne 15 mil estudantes e 400 professores.

## História
A Universidade Cândido Mendes foi fundada em 1902, com o nome de "Escola Técnica de Comércio Candido Mendes", por iniciativa do advogado e político maranhense Candido Mendes de Almeida, primeiro Conde Mendes de Almeida, com a colaboração de seu irmão Fernando Mendes de Almeida, do Visconde de Ouro Preto, de Afonso Celso, de Nerval de Gouveia e de Conrado Niemeyer. Nessa escola se aprendia as habilidades básicas de administração, como contabilidade. Em 1919, transformou-se na Faculdade de Ciências Políticas e Econômicas do Rio de Janeiro.
Nos anos 1950 a Cândido Mendes amplia em vários cursos superiores e a partir dos anos 1960 já caracteriza-se como universidade. O IUPERJ consolidou-se a partir de meados da década de 1970 como uma instituição de ponta na pesquisa e no ensino de Ciências Sociais no Brasil.
Em 22 de junho de 2010, após uma crise institucional, os vinte professores do IUPERJ demitiram-se, e após negociação com o Governo do Estado, migraram, em sua maioria, para a UERJ.
Em 1 de setembro de 2010, iniciou-se uma reestruturação do Instituto, criando condições para a retomada das atividades acadêmicas do IUPERJ. Em dezembro de 2011, foi constituído um novo corpo docente para os dois programas de graduação e, em fevereiro de 2012, lançado o Edital para novas turmas de graduação.
No final de 2016, após vários meses de atraso no pagamento de salários, o reitor declarou aos professores e funcionários a impossibilidade de honrar com os compromissos, usando como justificativa a crise econômica no país. Em 2017, a instituição teve sua sede leiloada, para poder pagar uma divida de R$ 42 milhões com a Microsoft, devido a um processo iniciado no ano 2000 por uso de cópias piratas do Windows 98 em máquinas da universidade.
Desde 2019, a instituição passa por uma reestruturação para tentar evitar o atraso de salários de professores e funcionários, greves, paralisações e evasão de alunos e professores. Em 2020, com uma dívida de R$ 400 milhões, a universidade em 11/05/2020 pediu recuperação judicial, sendo que em 17/05/2020, nos autos do processo nº 0093754-90.2020.8.19.0001 teve o seu pedido deferido pela 5ª Vara Empresarial do Rio de Janeiro.
A partir da nomeação de um Comitê de Reestruturação, a Universidade nos últimos dois anos obteve conquistas importantes, sendo  o Plano de Recuperação em 01/06/2021, aprovado por mais 95% dos credores. A Universidade em abril de 2022, obteve junto a União o acordo da Transação Fiscal, um dois maiores do país, reduzindo seu passivo de R$ 1.2 bilhão para R$ 380 milhões.
Até 2022 a Universidade Candido Mendes vinha se recuperando bem com a ampliação de sua grade de cursos de graduação e pós-graduação, presenciais e à distância, contudo, após o falecimento do Reitor, Prof. Candido Mendes, com a mudanças de rumo pela atual gestão quanto ao cumprimento do Plano de Recuperação, incertezas na fase final da recuperação judicial preocupam os credores.

## Centros de estudos e institutos
- Instituto de Humanidades - Humanidades
- Instituto Universitário de Pesquisas do Rio de Janeiro - IUPERJ
- Instituto para o Desenvolvimento Empresarial e Acadêmico - IDEA-Gávea
- Instituto de Pesquisas Data Brasil - DATABRASIL
- Instituto de Turismo e Entretenimento - ITE
- Instituto do Pluralismo Cultural - IPC
- Centro de Estudos Afro-Asiáticos - CEAA
- Centro Avançado de Estudos e Pesquisas em Direito e Processo do Trabalho - CENTRAB
- Centro de Estudos das Américas - CEAS
- Laboratório de Estudos Experimentais - LEEX
- Centro de Estudos Avançados em Pesquisas Éticas - CEAPE
- Centro de Estudos de Segurança e Cidadania - CESeC
- Centro de Estudos e Pesquisas em Educação- CEPED
- Centro de Pós-Graduação em Direito da Faculdade de Direito - CPGD

## Ensino
Os segmentos de cursos que são oferecidos na Universidade Candido Mendes estão distribuídos entre as 11 unidades educacionais pertencentes à UCAM em todo o estado do Rio de Janeiro. A instituição nasceu como Faculdade de Ciências Políticas e Econômicas do Rio de Janeiro, ainda no ano de 1919 e desde então oferece cursos em diferentes segmentos. A estrutura da universidade é composta por bibliotecas, sendo uma central na unidade localizada no bairro de Ipanema e abriga um acervo com um extenso material para todos os segmentos. Também conta com cinema, teatro e um canal universitário que desenvolve atividades na área de comunicação e expõe demais propostas da instituição, que mantém, ainda, uma companhia de teatro e uma orquestra. Todos os cursos contam com uma sólida estrutura docente e física, com o objetivo de oferecer aos alunos a possibilidade de atuar também fora das salas de aula.

### Graduação
- Administração
- Ciências Contábeis
- Ciências Sociais
- Desenho Industrial
- Direito
- Economia
- Engenharia Civil
- Engenharia Mecânica
- Educação
- História
- Jornalismo
- Letras
- Música
- Processos Gerenciais
- Pedagogia
- Relações Internacionais
- Serviço Social

## Campi
- Niterói
- Centro
- Ipanema
- Tijuca
- Jacarepaguá
- Araruama
- Nova Friburgo
- Méier
- Santa Cruz
- Bangu
- Campos dos Goytacazes